# کرولاین کراسلی
کرولاین کراسلی (انگلیسی: Caroline Crossley؛ زادهٔ ۱۹ آوریل ۱۹۹۸) بازیکن زن راگبی ۷ نفره اهل کانادا است.
وی در مسابقات کشوری و بین‌المللی در مجموع برندهٔ ۱ مدال طلا، ۲ مدال نقره شده است.